# Pseudodiploexochus indicus
Pseudodiploexochus indicus es una especie de crustáceo isópodo terrestre de la familia Armadillidae.

## Distribución geográfica
Es endémica de Maldivas.